# Belgium Tour
Die  Belgium Tour (offiziell: Lotto Belgium Tour) war ein Etappenrennen im Frauenradrennsport, das von 2012 bis 2022 in Belgien ausgetragen wurde.
Das Rennen fand jährlich im September statt und war ab 2016 in der UCI-Kategorie 2.1 klassifiziert. Im ersten Jahr bestand es aus drei Etappen und wurde im Jahr darauf um ein Einzelzeitfahren auf vier Etappen verlängert.
Im ersten Jahr trug die Rundfahrt den Namen Lotto-Decca Tour, 2013 und 2014 den Namen Lotto-Belisol Tour. 2023 war die Austragung geplant, jedoch wurde das Rennen eine Woche vor dem Start abgesagt. Als Grund gab der Veranstalter die fehlende Unterstützung der örtlichen Gemeinden an. Dadurch sei die Sicherheit von Fahrerinnen und Zuschauerinnen nicht gewährleistet gewesen. Seit 2024 steht das Rennen nicht mehr im Rennkalender.

## Palmarès
| Jahr | Siegerin                 | Zweite               | Dritte               |          |
| ---- | ------------------------ | -------------------- | -------------------- | -------- |
| 2012 | Ellen van Dijk           | Liesbet De Vocht     | Lisa Brennauer       |          |
| 2013 | Ellen van Dijk           | Lisa Brennauer       | Emma Johansson       |          |
| 2014 | Annemiek van Vleuten     | Anna van der Breggen | Thalita de Jong      |          |
| 2015 | Emma Johansson           | Amalie Dideriksen    | Anna van der Breggen |          |
| 2016 | Annemiek van Vleuten     | Marianne Vos         | Lucinda Brand        |          |
| 2017 | Anouska Koster           | Ruth Edwards         | Marianne Vos         |          |
| 2018 | Liane Lippert            | Aude Biannic         | Lotte Kopecky        |          |
| 2019 | Mieke Kröger             | Lotte Kopecky        | Audrey Cordon-Ragot  |          |
| 2020 | abgesagt                 | abgesagt             | abgesagt             | abgesagt |
| 2021 | Lotte Kopecky            | Ellen van Dijk       | Lorena Wiebes        |          |
| 2022 | Agnieszka Skalniak-Sójka | Shari Bossuyt        | Ally Wollaston       |          |
| 2023 | abgesagt                 | abgesagt             | abgesagt             | abgesagt |